# Age,35
『Age,35』（エイジさんじゅうご）は、柴門ふみの漫画。『ビッグコミック』（小学館）に1994年から1995年にかけて連載された。1996年にフジテレビで『Age,35 恋しくて』のタイトルでテレビドラマ化されている。

## 単行本
- ビッグコミックススペシャル 上下巻（1994年、1995年） ISBN 978-4091847713、ISBN 978-4091847720
- 小学館文庫 全1巻（2003年） ISBN 978-4091920980

## ストーリー
※ドラマ版のもの。
食品会社で営業課長を務める英志は35歳。職場結婚した同い年の妻朱美、7歳の双子の子供たちと温かい家庭を築いていたが、その裏では常務秘書のミサと不倫の関係を続けていた。ある日、ミサに別れを切り出そうとしたところ、妊娠を告白され動揺する。同じ頃、朱美は大学の同級生だったシンと12年振りに街で再会する。

## テレビドラマ
『Age,35 恋しくて』（エイジさんじゅうご こいしくて）は、1996年4月18日から6月27日まで毎週木曜日22:00 - 22:54に、フジテレビ系の「木曜劇場」枠で放送された。木曜劇場シリーズ第50作目。
劇中、島田家が住むマンションのロケーションには、当時開発中だった相鉄いずみ野線緑園都市駅近くのマンションが用いられた。
オープニングのスタッフクレジットで、演出の光野、石坂の名前がガラスの破片のように崩れる演出があった（光野の演出回は毎回、石坂の演出回は第3、4話のみ。最終回はエンディングにテロップが流されたが、やはり光野の名前がバラバラに壊れていくという演出が取り入れられた）。
連続ドラマとしては初めて、全編通してカメラにピンク色のフィルターをかけて撮影する手法が取られた。この手法は後に『エースをねらえ!』『ダンドリ。〜Dance☆Drill〜』など多くのドラマに採用された。
1996年12月20日に全4巻でVHS化されたが、DVD化は実現していない。2010年10月にDVD-BOXとして発売されることが発表されていたが中止となった。

### キャスト
※人物説明はドラマ版のもの。

#### 島田家
島田 英志〈35 →36→ 43〉
演 - 中井貴一
営業二課課長。家族を愛しながら、ミサと不倫関係になる。その事実が露呈しそうになるたびにうまく嘘をついて取り繕っていたが、次第に言い逃れの出来ない状況に追い詰められていく。一度はミサに別れを告げるが、一人で苦労を抱え込むミサを放っておくことができず、朱美たちを捨てる決意をする。当初は遊びだったはずのミサを愛するようになり、ミサが姿を消していた間も想い続けており、朱美とシンの関係を知って家を出るが、子供達の為にやり直す。しかし朱美のシンへの気持ちを知った為に正式に離婚。子供達を空港で見送った直後にミサと再会し、ここで初めて息子の穣志と対面する。のちにミサと再婚し、3人で幸せに暮らす。
島田 朱美〈35 → 36→43〉
演 - 田中美佐子
旧姓は五十嵐。定時に帰宅せず、不審な行動が多い英志に疑いを抱く。そんなときに大学時代の同級生のシンと再会。次第に想いがシンへ傾いていき不倫関係になる、家庭を壊したくないという想いから自分の気持ちを偽っていたが、英志の秘密を知ってしまったのち、自分の気持ちを偽れなくなってしまう。シンから子供達を連れてスペインに行こうと誘われるが、子供達が父に会えない寂しさから発表会で合唱した「グリーングリーン」歌詞に泣き出したのを見て英志と再構築を決意。そしてシンが飛行機事故で事故死したと思い込んだ事から陶芸の道へ進む。のちに実は生きていたシンと個展で再会。気持ちを見破った英志から子供達の留学を機に離婚。シンと共に暮らし始める。
島田 悟〈7 → 8→15〉
演 - 三觜要介（7歳）、安藤一志（15歳）
島田家の長男。徐々に離れていく両親を不安げに見つめる。後にアメリカに留学。
島田 まどか〈7 → 15〉
演 - 田島穂奈美（7歳）、星野真理（15歳）
島田家の長女。幼いながら、両親の異変を察知する。後にアメリカに留学。

#### 食品会社
照井 ミサ〈26 →27→ 34〉
演 - 瀬戸朝香
母子家庭で育ち、母から人のものをとってはいけない等、言い聞かされて育ち、就職後に英志の社員証を拾った事をきっかけに不倫関係になる。常務秘書をしていたが妊娠＆未婚での出産を皆の前で宣言した事が原因で、秘書課から営業二課へ配転、英志の部下となる。のちに英志との不倫は「英志が結婚式の当日に事故で亡くなった恋人の英之に瓜二つだったから。英之に似た子が欲しかったから」と打ち明けるが実は次第に英志に惹かれていた。自分のために家庭を捨てようとする英志の気持ちがつらくなり会社を辞め、派遣社員を経た後に「結婚する」と言い、英志の前から姿を消す。しかし実は未婚で出産しており、親戚で住所を聞き出して訪れた英志に既婚の振りをして、ドア越しに拒絶。保険会社でセールスレディをして生計を立てており、営業成績の報酬として海外旅行に母子で出掛けようとした時、空港で英志に再会。彼の離婚を知ってチケットを破り、駆け寄る。
藤井常務〈54〉
演 - 小松政夫
セクハラもするが、会社を追われたミサの再就職先を紹介するなど、英志、ミサのよき理解者。

#### 朱美の関係者
成瀬 シン〈35 →36→ 43〉
演 - 椎名桔平
陶芸家。朱美の学生時代の元彼。旧姓所以で朱美を「ガラ」と呼んでいる。卒業して朱美と一度離れ、他の女性と結婚・別居・彼女の死を経験しても尚、朱美を想い続けていた。再会した朱美を自身の主催する陶芸教室に勧誘。彼女が英志の不倫を知った事から積極的に関係を持ち、スペイン移住に誘うが彼女が家庭に戻る時、潔く引き下がっている。飛行機事故で死亡したと思われていたが、実は難を逃れており、のちに英志と正式に離婚した朱美と再婚。
桜井 弥生〈23 →24→ 31〉
演 - 水野美紀
シンの教室のスタッフ。密かにシンに想いを寄せており、朱美をライバル視する。なお、弥生の名前は、ドラマ化にあたって付けられたものである。

#### 大平家
大平 悠子〈35 → 36→43〉
演 - 香坂みゆき
朱美の元同僚で親友。英志と朱美の同期社員だったが、フラワーコーディネーターへ転身した。夫の不倫に悩む。
大平 幾也〈35 → 43〉
演 - 生瀬勝久
悠子の夫。当初はインターネットで知り合った萌と不倫し、家を出て行っていたが、悠子の妊娠を機に萌と別れ、長女の誕生後は子煩悩になっている。なお、幾也の名前は、ドラマ化にあたって付けられたものである。

#### その他
沢木 萌〈25〉
演 - 西田尚美
不動産のセールスレディの仕事をしている。幾也の不倫相手。幾也との関係を不倫で終わらせたくないという気持ちから英志や他の幾也の友人に会っていたが、悠子の妊娠を機に、幾也と別れる。
- 浅野最高顧問：北村和夫
- 社員：甲本雅裕
- 井田州彦
- 未来貴子
- 武藤敬司
- 畠山明子
- 中丸新将

### スタッフ
- 原作 - 柴門ふみ『Age,35』（小学館ビッグコミックス刊）
- 脚本 - 中園ミホ、浅野妙子、尾崎将也、真柴あずき
- 音楽 - 山下康介、アンドレ・ギャニオン
- 演出 - 光野道夫（フジテレビ）、石坂理江子（フジテレビ）、二宮浩行
- 主題歌 - シャ乱Q「いいわけ」（オープニングに出演して歌っている）
- 挿入歌
  - シャ乱Q「こんなにあなたを愛しているのに」
  - シャ乱Q「不偏愛」
  - アンドレ・ギャニオン featuring 高橋洋子「めぐり逢い」
  - アンドレ・ギャニオン「愛につつまれて」
- 原案協力 - 平田久典、赤岡進、間宮尚彦（小学館『ビッグコミック』編集部）
- プロデューサー - 小岩井宏悦（フジテレビ）
- 制作 - フジテレビドラマ制作センター
- 製作著作 - フジテレビ

### 放送日程
| 各話                                                       | 放送日        | サブタイトル                   | 脚本                       | 演出       | 視聴率 |
| ---------------------------------------------------------- | ------------- | ------------------------------ | -------------------------- | ---------- | ------ |
| 第1話                                                      | 1996年4月18日 | 愛に迷う時                     | 中園ミホ                   | 光野道夫   | 17.7%  |
| 第2話                                                      | 1996年4月25日 | 嘘、嘘、嘘                     | 中園ミホ                   | 光野道夫   | 20.2%  |
| 第3話                                                      | 1996年5月02日 | ズルイ男                       | 中園ミホ                   | 石坂理江子 | 15.5%  |
| 第4話                                                      | 1996年5月09日 | 裏切りの雨                     | 中園ミホ                   | 石坂理江子 | 15.5%  |
| 第5話                                                      | 1996年5月16日 | 最も危険な情事                 | 浅野妙子 真柴あずき        | 光野道夫   | 16.8%  |
| 第6話                                                      | 1996年5月23日 | これが、最後の恋なんです       | 中園ミホ                   | 二宮浩行   | 18.6%  |
| 第7話                                                      | 1996年5月30日 | 夫婦、最悪の瞬間               | 中園ミホ                   | 光野道夫   | 20.6%  |
| 第8話                                                      | 1996年6月06日 | 第一部最終章・歪んだ結婚指輪   | 中園ミホ                   | 石坂理江子 | 17.8%  |
| 第9話                                                      | 1996年6月13日 | そして運命の扉が開く           | 尾崎将也                   | 光野道夫   | 20.7%  |
| 第10話                                                     | 1996年6月20日 | 愛にわがままな妻               | 中園ミホ 尾崎将也          | 石坂理江子 | 20.8%  |
| 最終話                                                     | 1996年6月27日 | こんなにあなたを愛しているのに | 中園ミホ 浅野妙子 尾崎将也 | 光野道夫   | 28.1%  |
| 平均視聴率 19.3%（視聴率は関東地区・ビデオリサーチ社調べ） |               |                                |                            |            |        |

### 受賞
- 第9回ザテレビジョンドラマアカデミー賞[2][3]
  - 主題歌賞（シャ乱Q）
  - 監督賞（光野道夫、石坂理江子）

| フジテレビ系 木曜劇場              | フジテレビ系 木曜劇場                     | フジテレビ系 木曜劇場           |
| 前番組                             | 番組名                                    | 次番組                          |
| ---------------------------------- | ----------------------------------------- | ------------------------------- |
| 白線流し （1996.1.11 - 1996.3.21） | Age,35 恋しくて （1996.4.18 - 1996.6.27） | コーチ （1996.7.4 - 1996.9.19） |